# قنطريون صوفي
القنطريون الصوفي واسمه العلمي (باللاتينية: Centaurea lanaluta) نوع نباتي ينتمي إلى جنس القنطريون من الفصيلة النجمية.

## الموئل والانتشار
موطنه بلاد الشام.